# Elecciones generales de Turquía de 1931

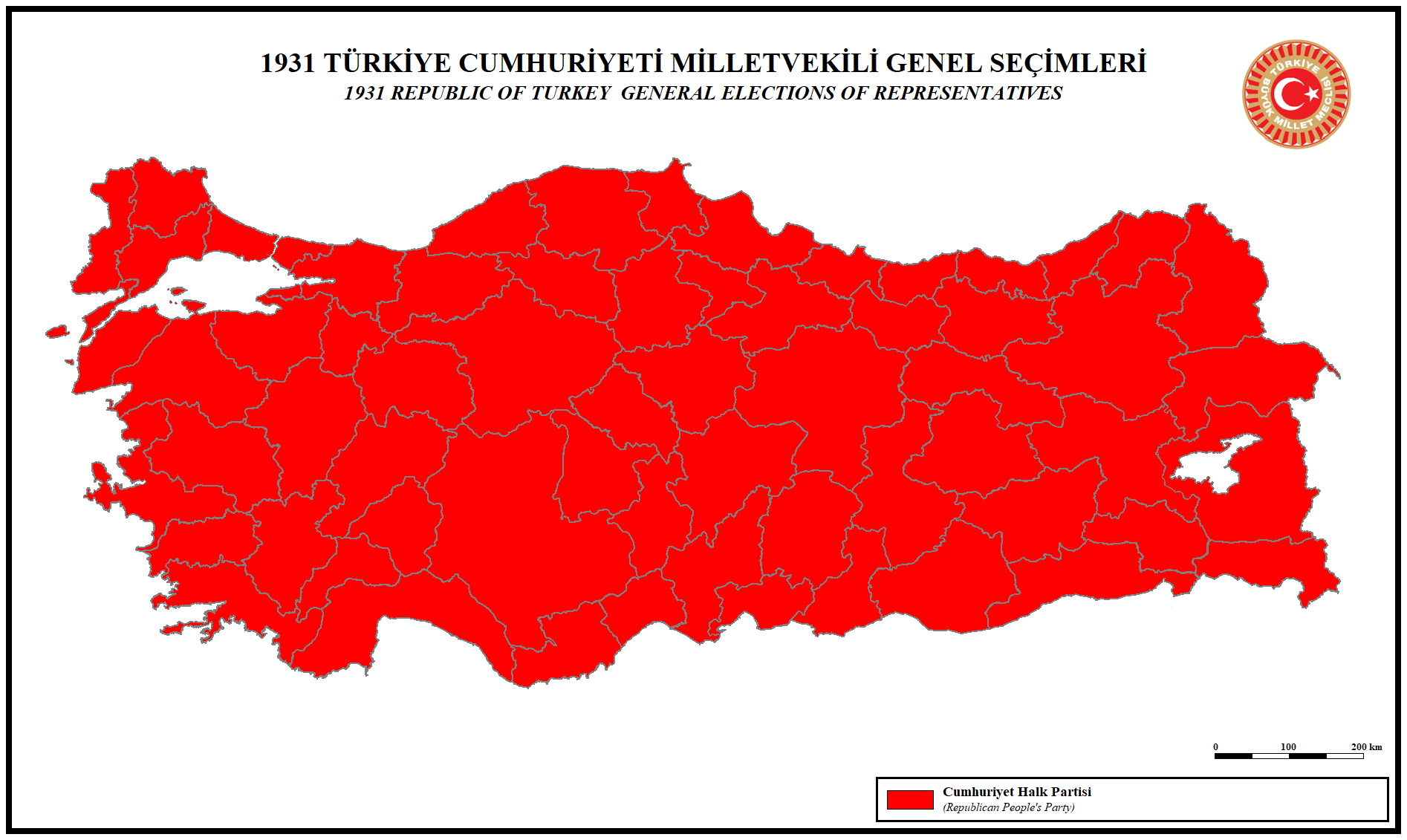

Las elecciones generales se llevaron a cabo en Turquía el 25 de abril de 1931. El Partido Republicano del Pueblo era el único partido legal del país. La participación rondó el 88 y el 89%.

## Antecedentes
Los candidatos fueron nominados por el Consejo de la Presidencia de la RPP. Al contrario que en las elecciones anteriores, se buscaron candidatos de todo el país y un total de 1.176 candidatos se presentaron para obtener 287 candidatos, mientras que hubo varios candidatos independientes del partido.

## Sistema electoral
Las elecciones se llevaron a cabo bajo la ley electoral otomana aprobada en 1908, que preveía un sistema de dos vueltas. En primera vuelta, los votantes eligieron a los electores secundarios (uno para los primeros 750 electores en una circunscripción, a continuación, uno por cada 500 votantes adicionales). En la segunda vuelta los electores secundarios eligieron a los miembros de la Asamblea Nacional de Turquía.
A pesar de que el país mantenía todavía el sistema unipartidista de facto al no poder crearse una oposición exitosa, se reservaron treinta escaños para candidatos independientes con el fin de iniciar una transición democrática. El requisito para entrar como candidato independiente era ser "republicano, nacionalista y sincero".

## Resultado presidencial
El Presidente de Turquía es elegido por la Asamblea Nacional para un mandato de cinco años. 317 miembros de la Asamblea fueron llamados a votar. Votaron 289, todos en apoyo unánime a Atatürk.
| Candidato | Candidato             | Partido | Partido                        | # de votos | % de votos     | Votantes habilitados | % de participación |
| --------- | --------------------- | ------- | ------------------------------ | ---------- | -------------- | -------------------- | ------------------ |
|           | Mustafa Kemal Atatürk |         | Partido Republicano del Pueblo | 289        | \| \| 100 % \| | 317                  | 91.1               |
|           | 100 %                 |         |                                |            |                |                      |                    |